# Cure Bowl 2017
Match précédent Match suivant
Le Cure Bowl 2017 est un match de football américain de niveau universitaire joué après la saison régulière de 2017, le 16 décembre 2017 au Camping World Stadium d'Orlando dans l'état de Floride.
Il s'agit de la 3e édition du Cure Bowl.
Le match met en présence les équipes des Hilltoppers de Western Kentucky issus de la Conference USA et des Panthers de Georgia State issus de la Sun Belt Conference.
Il débute à 14 h 30 locales et est retransmis en télévision sur CBS.
Sponsorisé par la société AutoNation (en) , le match est officiellement dénommé l' AutoNation Cure Bowl.
Georgia State gagne le match sur le score de 27 à 17.

## Présentation du match
| Équipes                         | Conférences | Entraîneurs      | Stats. saison rég. |
| ------------------------------- | ----------- | ---------------- | ------------------ |
| Hilltoppers de Western Kentucky | C-USA       | Mike Sanford Jr. | (6-6)              |
| Panthers de Georgia State       | Sun-Belt    | Shawn Elliott    | (6-5)              |
| Arbitre : Mike Roche (AAC)      |             |                  |                    |

Il s'agit de la 2e rencontre entre ces deux équipes, Western Kentucky ayant gagné 44 à 28 en 2013 la seule rencontre précédente

### Hilltoppers de Western Kentucky
Avec un bilan global en saison régulière de 6 victoires et 6 défaites,  Western Kentucky est éligible et accepte l'invitation pour participer au Cure Bowl de 2017.
Ils terminent 4e de la East Division de la Conference USA derrière Florida Atlantic, FIU et Marshall, avec un bilan en division de 4 victoires et 4 défaites.
À l'issue de la saison 2017, ils n'apparaissent pas dans les classements CFP , AP et Coaches.
Il s'agit du 5e bowl de l'histoire des Hilltopers et le 4e consécutif. Ils avaient gagné leur trois derniers bowls, soit le Bahamas Bowl 2014, Miami Beach Bowl 2015 et le Boca Raton Bowl 2016. Il s'agit de leur 1re apparition au Cure Bowl.

### Panthers de Georgia State
Avec un bilan global en saison régulière de 6 victoires et 5 défaites, Georgia State est éligible et accepte l'invitation pour participer au Cure Bowl de 2017.
Ils terminent 3e de la Sun Belt Conference derrière Troy, Appalachian State et Arkansas State, avec un bilan en matchs intra-conférence de 5 victoires et 3 défaites.
À l'issue de la saison 2017, ils n'apparaissent pas dans les classements CFP , AP et Coaches.
Il s'agit du 2e Cure Bowl des Panthers et le second bowl de leur histoire. Ils avaient perdu le Cure Bowl 2015 contre San Jose State.

## Résumé du match
Début du match à 14 h 36 locales, fin à 17 h 57 pour un temps de jeu de 3 heures et 21 minutes.
Température de 22 °C, vent de NNE et de 13 km/h, ciel nuageux.
| QT          | Temps       | Drive       | Drive       | Drive       | Équipe      | Description de l'action | Score | Score |
| QT          | Temps       | Jeux        | Yards       | TDP         | Équipe      | Description de l'action | WKU   | GAST  |
| ----------- | ----------- | ----------- | ----------- | ----------- | ----------- | --- | ----- | ----- |
| 1           | 08:07       | 10          | 40          | 04:57       | GAST        | FG de 42 yards par K Brandon Wright | 0     | 3     |
| 1           | 07:29       | 2           | 75          | 00:38       | WKU         | TD de 54 yards par TE Deon Yelder à la suite d'une réception d'une passe de QB Mike White + 1 point de conversion par K Ryan Nuss           | 7     | 3     |
| 1           | 06:18       | 3           | 85          | 01:11       | GAST        | TD à la suite d'une course de 26 yards par RB Demarcus Kirk + 1 point de conversion par K Brandon Wright                                    | 7     | 10    |
| 2           | 14:18       | 4           | 5           | 01:36       | WKU         | FG de 38 yards par K Ryan Nuss | 10    | 10    |
| 2           | 09:07       | 10          | 55          | 05:11       | GAST        | FG de 37 yards par K Brandon Wright | 10    | 13    |
| 3           | 05:55       | 5           | 80          | 01:46       | GAST        | TD de 42 yards par TE Roger Carter à la suite d'une réception d'une passe de QB Conner Manning + 1 point de conversion par K Brandon Wright | 10    | 20    |
| 4           | 05:50       | 16          | 74          | 09:01       | GAST        | TD à la suite d'une course d'1 yard par RB Kyler Neal + 1 point de conversion par K Brandon Wright                                          | 10    | 27    |
| 4           | 02:34       | 11          | 87          | 03:16       | WKU         | TD de 4 yards par TE Deon Yelder à la suite d'une réception d'une passe de QB Mike White + 1 point de conversion par K Ryan Nuss            | 17    | 27    |
| Score final | Score final | Score final | Score final | Score final | Score final | Score final | 17    | 27    |

## Statistiques
| Meilleur joueur (MVP) |               |       |
| Nom                   | Équipe        | Poste |
| Conner Manning        | Georgia State | QB    |

| Statistiques par équipe                |                          |                           |
| Statistiques                           | WKU                      | GAST                      |
| 1er down                               | 17                       | 21                        |
| 1er down à la course                   | 3                        | 10                        |
| 1er down à la passe                    | 14                       | 9                         |
| 1er down suite pénalité                | 0                        | 2                         |
| Conversion de 3e down                  | 5/12                     | 8/16                      |
| Conversion de 4e down                  | 1/1                      | 1/2                       |
| Jeux–yards                             | 61 jeux pour 349 yards   | 71 jeux pour 419 yards    |
| Yards à la course                      | 21 courses pour -2 yards | 43 courses pour 143 yards |
| Yards à la passe                       | 351                      | 419                       |
| Passes : Réussies-Tentées-Interceptées | 26/40, 2 int.            | 20/28, 0 int.             |
| Réussite en zone rouge/chances         | 1/1                      | 3/3                       |
| TD                                     | 2                        | 3                         |
| Field Goals                            | 1/1                      | 2/3                       |
| Sacks (Nombre-Yards gagnés)            | 2/14 yards gagnés        | 6/45 yards gagnés         |
| Fumbles (Nombre/Perdus)                | 2/1                      | 2/1                       |
| Pénalités (Nombre/Yards perdus)        | 10/89 yards perdus       | 4/30 yards perdus         |
| Temps de possession                    | 24:39                    | 35:21                     |

| Statistiques individuelles |                  | |
| Quaterbacks                |                  | |
| WKU                        | White, Mike      | 26/39 passes réussies, 1 int., 351 yards, 2 TDs, 6 sacks subis                                          |
| GAST                       | Manning, Conner  | 2028 passes réussies, 0 int., 276 yards, 1 TD, 2 sacks subis                                            |
| Meilleurs coureurs         |                  | |
| WKU                        | Moses, Jakairi   | 7 courses pour 19 yards nets gagnés, 0 TD, 2,7 yards/course                                             |
| GAST                       | Smith, Glenn     | 23 courses pour 73 yards nets gagnés, 0 TD, 3,2 yards/course                                            |
| Meilleurs receveurs        |                  | |
| WKU                        | Fant, Nacarius   | 7 réceptions pour 70 yards, 0 TD                                                                        |
| GAST                       | Ifedi, Jonathan  | 6 réceptions pour 56 yards, 0 TD                                                                        |
| Meilleurs tackleurs        |                  | |
| WKU                        | Yiegbuniwe, Joël | 4 tacles en solo et 8 assistes, 1 sack pour 8 yards gagnés, 2,5 touchés pour perte de 11 yards adverses |
| GAST                       | Shaw, Michael    | 1 tacle solo et 7 assistes, 0,5 touché pour perte de 0 yard adverse                                     |